# ヘンリー郡 (ジョージア州)
ヘンリー郡（英: Henry County）は、アメリカ合衆国ジョージア州の郡である。人口は24万0712人（2020年）。郡庁所在地はマクドノーであり、同郡で人口最大の都市である。
ヘンリー郡はアトランタ都市圏（正確にはアトランタ・サンディスプリングス・マリエッタ大都市統計地域）に属している。ハンプトン市にはアトランタ・モーター・スピードウェイがある。

## 歴史
ヘンリー郡は1821年にジョージア州議会により設立された。名称は政治家パトリック・ヘンリーから採られた。領域は第一次インディアンスプリングス条約により、クリーク族インディアンから譲渡されたものだった。当初の領域は現在よりも広く、南のインディアンスプリングス（現在のインディアンスプリングス州立公園）近くから、北のサンディスプリングスに近いチャタフーチー川まで広がっていた。現在のアトランタ都市圏の領域にほぼ匹敵するものだった。設立から1年も経たないうちに、ディカーブ郡、フルトン郡、ファイエット郡、ニュートン郡の全体あるいは部分が分離され、領域は小さくなった。さらに後にクレイトン郡、スポルディング郡、ロックデール郡、バッツ郡にも領域を分けた。
郡ができた頃はクリーク族から譲渡されたままの未開の荒野だった。1821年以前は、クリーク族や罠猟師、交易業者などが住んでいただけだった。クリーク族は幾つかの地名を残し、また現在の郡領域に散らばる小さなインディアン・マウンドがあり、矢じりや土器の破片などが見つかっている。
ジョン・ジョンソンの息子かつ、アメリカ合衆国大統領リンドン・B・ジョンソンの曽祖父にあたるジェシー・ジョンソンが郡内初の開拓者だった。裕福な農園主であり、保安官（1822年-1835年）、判事を務めた後、アラバマ州に移住した。

## 地理
アメリカ合衆国国勢調査局に拠れば、郡域全面積は324.48平方マイル (840.4 km2)であり、このうち陸地322.71平方マイル (835.8 km2)、水域は1.77平方マイル (4.6 km2)で水域率は0.55%である。

### 主要高規格道路

#### 州間高速道路
- 州間高速道路75号線
- 州間高速道路675号線

#### アメリカ国道
- アメリカ国道19号線
- アメリカ国道23号線
- アメリカ国道41号線

#### ジョージア州道
- ジョージア州道3号線
- ジョージア州道20号線
- ジョージア州道42号線
- ジョージア州道81号線
- ジョージア州道138号線
- ジョージア州道155号線
- ジョージア州道401号線
- ジョージア州道413号線

### 隣接する郡
- ロックデール郡 - 北
- ディカーブ郡 - 北
- ニュートン郡 - 東
- バッツ郡 - 南東
- スポルディング郡 - 南西
- クレイトン郡 - 西

## 人口動態
以下は2000年国勢調査による人口統計データである。
| 基礎データ - 人口: 119,341人 - 世帯数: 41,373 世帯 - 家族数: 33,305 家族 - 人口密度: 143人/km2（370人/mi2） - 住居数: 43,166軒 - 住居密度: 52軒/km2（134軒/mi2） 人種別人口構成 - 白人: 81.38% - アフリカン・アメリカン: 14.68%（2008年推計では32.6%） - ネイティブ・アメリカン: 0.23% - アジア人: 1.76% - 太平洋諸島系: 0.04% - その他の人種: 0.79% - 混血: 1.13% - ヒスパニック・ラテン系: 20.26% 年齢別人口構成 - 18歳未満: 29.2% - 18-24歳: 7.4% - 25-44歳: 34.9% - 45-64歳: 21.0% - 65歳以上: 7.4% - 年齢の中央値: 33歳 - 性比（女性100人あたり男性の人口） - 総人口: 97.3 - 18歳以上: 93.8 | 世帯と家族（対世帯数） - 18歳未満の子供がいる: 42.9% - 結婚・同居している夫婦: 66.4% - 未婚・離婚・死別女性が世帯主: 10.3% - 非家族世帯: 19.5% - 単身世帯: 15.4% - 65歳以上の老人1人暮らし: 4.0% - 平均構成人数 - 世帯: 2.87人 - 家族: 3.19人 収入と家計 - 収入の中央値 - 世帯: 57,309米ドル - 家族: 61,607米ドル - 性別 - 男性: 41,449米ドル - 女性: 29,211米ドル - 人口1人あたり収入: 22,945米ドル - 貧困線以下 - 対人口: 4.9% - 対家族数: 3.7% - 18歳未満: 5.5% - 65歳以上: 7.8% |

## 都市と町
- マクドノー - 郡庁所在地
- ストックブリッジ
- ハンプトン
- ロカストグローブ

### 未編入の町
- ブラックスビル
- エレンウッド（一部はディカーブ郡とクレイトン郡内）
- フェアビュー・コミュニティ
- フリッペン
- グリーンウッド
- ケリータウン
- ルエラ
- オーラ

## 教育
ヘンリー郡の公共教育は、ヘンリー郡教育システムが管轄している。小学校29校、中学校11校、高校9校の他、オールターナティブ・スクールが2校ある。私立学校もキリスト教系の学校が6校ある。

### 高等教育機関
マーサー大学はマクドノー市にある地域学術センターである。2003年に開設され、ティフト教育カレッジからの継続学習や専門研究の教科を教えている。

## メディア

### ラジオ
ヘンリー郡のAMラジオ局WKKPはクラシックのカントリー・ミュージックを放送している。

### テレビ
ヘンリー郡では公共、教育、政府に関わるケーブルテレビが幾つかあり、チャーター・コミュニケーションズのシステムで利用できる。パブリック・アクセスのケーブルテレビは2局ある。1つはサザン・クレセント・ブロードキャスティングであり、J2プロダクションズが所有・運営している。2004年に開局し、ヘンリー、ラマー、バッツ各郡に地元ニュース、事業情報、娯楽を流している。これまでテリー賞を6回受賞してきた。

### 新聞
「ヘンリー・デイリー・・ヘラルド」がヘンリー郡の公的機関であり、週6日発刊されている。1874年の発刊であり、ローレンスビルに本拠を置くサザン・コミュニティ・ニューズペーパーズが所有している。